# Marie-Thérèse Ibos
Marie-Thérèse Ibos (* 11. Juli 1922 in Boulogne-sur-Seine; † 17. Januar 2011 in Levallois-Perret) war eine französische Geigerin.
Ibos entstammte einer Musikerfamilie. Ihre Mutter, die Geigerin Geneviève Auber, war eine Schwester des Komponisten Louis Auber und Schülerin von George Enescu, ihr Vater, der Cellist  Jean Ibos, war ein Schüler Louis Feuillards und spielte im Orchester der Opéra National de Paris, dessen Bruder Georges Ibos war Organist an der Kirche Saint-Honoré-d'Eylau in Paris.
Ibos studierte am Conservatoire de Paris bei André Tourret und Joseph Calvet und gewann 1937 den Ersten Preis im Fach Violine. Während des Zweiten Weltkrieges gehörte sie zu den Gründungsmitgliedern des Klavierquintetts von Céliny Chailley-Richez, 1949 wurde sie als Nachfolgerin von Ginette Neveu dessen Erste Geigerin.
Später gründete sie das Ensemble Marie-Thérèse Ibos, mit dem sie in den 1950er und 1960er Jahren vor allem im Rundfunk auftrat. Dem Ensemble, das bis in die 1990er Jahre bestand, gehörten zunächst die Sängerin Marie-Thérèse Chailley-Guillard, die Pianistin Ina Marika und die Cellistin Reine Flachot an, später nahm Georges Schwartz den Platz von Reine Flachot und Jacques Castérède den von Ina Marika ein. Bemerkenswert waren ihre Interpretationen der Streichquartette Gabriel Faurés und der Klavierquintette von Armand Merck (mit Yvonne Loriod) und Darius Milhaud.
In unterschiedlichen Formationen spielte Ibos teil französische Erstaufführungen von Werken wie dem Klavierquintett von Bohuslav Martinů, der Fantaisie pour violon et piano von Alexandre Tansman, dem Streichtrio von Alexander Tscherepnin, der Sonatine pour violon et violoncelle von Marcel Mihalovici, des Duo für Geige und Bratsche von Conrad Beck und des ihr und Annie Jodry gewidmeten Konzerts für zwei Violinen und Orchester von Tibor Harsanyi. Weiterhin spielte sie das ihr gewidmete Violinkonzert von Alfred Desenclos und, unter Leitung des Komponisten, das Violinkonzert von Reynaldo Hahn.

## Quelle
- Musica et Memoria - Marie-Thérèse Ibos

| Personendaten    | Personendaten         |
| ---------------- | --------------------- |
| NAME             | Ibos, Marie-Thérèse   |
| KURZBESCHREIBUNG | französische Geigerin |
| GEBURTSDATUM     | 11. Juli 1922         |
| GEBURTSORT       | Boulogne-sur-Seine    |
| STERBEDATUM      | 17. Januar 2011       |
| STERBEORT        | Levallois-Perret      |